# Iwiny (Wrocław)
Pour les articles homonymes, voir Iwiny.
Iwiny est une localité polonaise de la gmina de Siechnice, située dans le powiat de Wrocław en voïvodie de Basse-Silésie.